# Brahmina pulchella
Brahmina pulchella är en skalbaggsart som beskrevs av Victor Ivanovitsch Motschulsky 1853. Brahmina pulchella ingår i släktet Brahmina och familjen Melolonthidae. Inga underarter finns listade.